# 長坂台
長坂台（ながさかだい）は、石川県金沢市の町名。丁目を持たない単独町名であり、全域で住居表示実施済み。郵便番号は921-8115。

## 概要
長坂台は、長坂町・長坂・伏見新町・山科・泉野出町に囲まれている。

## 沿革
- 1975年（昭和50年）4月1日 - 住居表示実施により、長坂町、伏見新町の各一部をもって成立[4]。

## 小中学校の校区
市立小学校に通う場合は長坂台小学校、市立中学校に通う場合は野田中学校に通う。

## 施設
- 長坂台児童公園

## 交通

### 道路
- 石川県道22号金沢小松線（山側環状）

### バス
- 北鉄バス（北鉄金沢バス・北鉄白山バス）　長坂台バス停